# Léonce Corne
Pour les articles homonymes, voir Corne.
Léonce Charles Corne est un acteur français, né le 18 mars 1894 à Beauvais (Oise) et mort le 31 décembre 1977 à Chartres (Eure-et-Loir).

## Biographie
Il est inhumé au cimetière de Bretoncelles.

## Filmographie

### Cinéma

#### Courts métrages
- 1930 : Le Kinkajou de Jean de Marguenat
- 1932 : Le Beau Rôle de Roger Capellani
- 1932 : Adémaï et la Nation armée de Roger Capellani
- 1933 : Adémaï Joseph à l'ONM de Jean de Marguenat
- 1934 : Le Centenaire de Pierre-Jean Ducis
- 1934 : La Moule de Jean Delannoy
- 1934 : Un petit trou pas cher de Pierre-Jean Ducis
- 1936 : Joseph, tu m'énerves !! de Georges Winter
- 1936 : Match nul de Maurice Gleize
- 1941 : Les Corrupteurs de Pierre Ramelot
- 1942 : Monsieur Girouette et la guerre de cent ans de Pierre Ramelot
- 1943 : Forces occultes de Jean Mamy

#### Longs métrages
- 1931 : La Fille et le Garçon de Wilhelm Thiele et Roger Le Bon : un avocat
- 1931 : La Chance de René Guissart : l'huissier
- 1932 : Rouletabille aviateur d'Istvan Szëkely
- 1932 : Avec l'assurance de Roger Capellani
- 1932 : Amour... amour... de Robert Bibal
- 1933 : Les Surprises du sleeping de Karl Anton : De Lessen
- 1933 : Un fil à la patte de Karl Anton : Bill
- 1933 : Le Père prématuré de René Guissart
- 1933 : Les Deux Monsieur de Madame d'Abel Jacquin et Georges Pallu : le colonel
- 1933 : La Robe rouge de Jean de Marguenat
- 1934 : Une fois dans la vie (Une seule fois dans la vie) de Max de Vaucorbeil
- 1935 : Dédé de René Guissart : l'orateur
- 1935 : Baccara d'Yves Mirande et Léonide Moguy (premier assistant-réalisateur) : le tailleur
- 1935 : Debout là-dedans ! d'Henry Wulschleger
- 1936 : Le Mioche de Léonide Moguy : le brocanteur
- 1936 : Sept hommes, une femme d'Yves Mirande
- 1936 : Puits en flammes de Victor Tourjansky
- 1936 : L'Homme sans cœur de Léo Joannon : le comptable
- 1936 : Une gueule en or de Pierre Colombier : l'employé des pompes funèbres
- 1936 : Messieurs les ronds de cuir d'Yves Mirande
- 1936 : La Dame de Vittel de Roger Goupillières
- 1937 : L'Habit vert de Roger Richebé : le tailleur
- 1937 : Trois Artilleurs au pensionnat de René Pujol : l'adjudant
- 1937 : Un déjeuner de soleil de Marcel Cravenne : le maître d'hôtel
- 1937 : Ignace de Pierre Colombier : l'adjudant
- 1937 : Rendez-vous Champs-Élysées de Jacques Houssin
- 1937 : L'Homme de nulle part de Pierre Chenal : l'hôtelier
- 1938 : Le Roman de Werther de Max Ophüls : le majordome
- 1938 : Alexis gentleman chauffeur de Max de Vaucorbeil : l'opérateur
- 1938 : Le Récif de corail de Maurice Gleize : l'hôtelier de Bridgetown
- 1938 : Retour à l'aube d'Henri Decoin
- 1938 : Le Cantinier de la coloniale de Henry Wulschleger
- 1938 : Prisons de femmes de Roger Richebé : le directeur de la prison
- 1939 : Bach en correctionnelle de Henry Wulschleger : Leclerc
- 1939 : La Tradition de minuit de Roger Richebé : M. Poivre, le patron de Béatrix
- 1939 : Le Paradis des voleurs de Lucien-Charles Marsoudet
- 1939 : Le jour se lève de Marcel Carné
- 1941 : Romance de Paris de Jean Boyer : le garçon
- 1941 : Le Valet maître de Paul Mesnier : un membre du club des 'Patineurs'
- 1941 : Montmartre-sur-Seine de Georges Lacombe : le père de Lily
- 1941 : Ce n'est pas moi de Jacques de Baroncelli
- 1941 : Remorques de Jean Grémillon : un invité à la noce
- 1941 : Nous les gosses de Louis Daquin : l'ami de la famille
- 1941 : Les Jours heureux de Jean de Marguenat
- 1941 : Chèque au porteur de Jean Boyer
- 1942 : Les Inconnus dans la maison d'Henri Decoin
- 1942 : Fièvres de Jean Delannoy : Caboussol
- 1942 : À vos ordres, Madame de Jean Boyer : Victor
- 1942 : Pontcarral, colonel d'Empire de Jean Delannoy : l'huissier
- 1943 : À la belle frégate d'Albert Valentin
- 1943 : Madame et le Mort de Louis Daquin : Pincet
- 1943 : Lumière d'été de Jean Grémillon : Tonton
- 1943 : Le Soleil de minuit de Bernard-Roland : le patron
- 1943 : Domino de Roger Richebé : l'hôtelier
- 1943 : Adémaï bandit d'honneur de Gilles Grangier : l'inspecteur de police
- 1943 : Tornavara de Jean Dréville : Belaï
- 1943 : Douce de Claude Autant-Lara : le garçon d'hôtel
- 1944 : Le ciel est à vous de Jean Grémillon : le docteur Maulette
- 1944 : Le Voyageur sans bagage de Jean Anouilh: le valet de chambre
- 1945 : Le Père Goriot de Robert Vernay d'après Honoré de Balzac : le baron de Nucingen
- 1945 : La Fiancée des ténèbres de Serge de Poligny : le docteur
- 1945 : La Boîte aux rêves d'Yves Allégret et Jean Choux : le parent
- 1945 : La Ferme du pendu de Jean Dréville : Ménétrier
- 1945 : Sortilèges de Christian-Jaque : le cordonnier
- 1946 : Roger la Honte d'André Cayatte
- 1946 : Désarroi de Robert-Paul Dagan : Simonin
- 1947 : Les gosses mènent l'enquête de Maurice Labro : un professeur
- 1947 : Le Village perdu de Christian Stengel : le docteur
- 1947 : Fausse Identité d'André Chotin : le commissaire
- 1948 : Fort de la solitude de Robert Vernay : le major
- 1948 : Mort ou vif de Jean Tedesco : le commissaire
- 1948 : Le Dessous des cartes d'André Cayatte : le juge
- 1949 : Le Mystère de la chambre jaune d'Henri Aisner
- 1949 : Fantômas contre Fantômas de Robert Vernay : un membre du consortium
- 1949 : Bonheur en location de Jean Wall : M. Bertrand
- 1949 : Retour à la vie de Jean Dréville (segment 5 : Le Retour de Louis) : Virolet
- 1949 : La Route inconnue de Léon Poirier
- 1949 : On ne triche pas avec la vie de René Delacroix et Paul Vandenberghe : le notaire Blaisoy
- 1950 : Miquette et sa mère d'Henri-Georges Clouzot
- 1950 : Justice est faite d'André Cayatte : l'huissier
- 1950 : Souvenirs perdus de Christian-Jaque (segment Le Violon) : le vendeur de billets de loterie
- 1951 : Seul dans Paris d'Hervé Bromberger : le patron de l'hôtel
- 1951 : Deux sous de violettes de Jean Anouilh : le médecin
- 1951 : Monsieur Octave de Maurice Boutel
- 1952 : Nous sommes tous des assassins d'André Cayatte : le colonel instructeur
- 1952 : Mon curé chez les riches d'Henri Diamant-Berger
- 1952 : Moineaux de Paris de Maurice Cloche
- 1952 : L'Agonie des aigles de Jean Alden-Delos : Constant
- 1953 : Quand te tues-tu ? d'Émile Couzinet
- 1953 : Capitaine Pantoufle de Guy Lefranc : le docteur
- 1953 : La Belle de Cadix de Raymond Bernard : le photographe
- 1954 : Avant le déluge d'André Cayatte : le commissaire Auvain
- 1955 : Sur le Banc de Robert Vernay : le notaire
- 1956 : Le Sang à la tête de Gilles Grangier : Charles Mandine
- 1956 : Crime et châtiment de Georges Lampin : le passant
- 1956 : Michel Strogoff de Carmine Gallone
- 1957 : Meurtre à Montmartre (Reproduction interdite) de Gilles Grangier
- 1958 : Thérèse Étienne de Denys de La Patellière : le notaire
- 1958 : En légitime défense d'André Berthomieu : Boudin
- 1959 : Archimède le clochard de Gilles Grangier : M. Séraphin, l'assureur de M. Grégoire
- 1959 : Business de Maurice Boutel
- 1960 : Certains l'aiment froide de Jean Bastia : Maître Meyer
- 1960 : Les Héritiers de Jean Laviron : Gaëtan
- 1960 : La Corde raide de Jean-Charles Dudrumet : le curé
- 1960 : Le Mouton de Pierre Chevalier : le comédien qui se maquille
- 1961 : Cartouche de Philippe de Broca : le comte dépouillé
- 1962 : Le Gentleman d'Epsom de Gilles Grangier : Freedman
- 1963 : Comment trouvez-vous ma sœur ? de Michel Boisrond
- 1964 : De l'assassinat considéré comme un des beaux-arts de Maurice Boutel
- 1964 : La Grande frousse ou La Cité de l'indicible peur de Jean-Pierre Mocky : Antoine
- 1965 : La Seconde Vérité de Christian-Jaque
- 1966 : Paris au mois d'août de Pierre Granier-Deferre: M. Poule
- 1966 : La Bourse et la Vie de Jean-Pierre Mocky : un employé de la SNCF
- 1968 : Alexandre le bienheureux d'Yves Robert : Lamendin
- 1968 : Le Révolté (Sous le signe de Monte-Cristo) d'André Hunebelle : le juge
- 1969 : La Bande à Bonnot de Philippe Fourastié : le préfet
- 1971 : Rendez-vous à Bray d'André Delvaux : le Garde-Vue
- 1973 : Une larme dans l'océan de Henri Glaeser

### Télévision
- 1956 : En votre âme et conscience, épisode : L'Affaire Lesnier de Jean Prat
- 1956 : En votre âme et conscience, épisode : Le Serrurier de Sannois de  Claude Barma
- 1957 : Bartleby, l'écrivain de Claude Barma (téléfilm) : Cotelette
- 1957 : Madame Maxence a disparu de Bernard Hecht (téléfilm)
- 1958 : Les Cinq Dernières Minutes, épisode Un sang d'encre  de Claude Loursais : Massiac
- 1959 : Les Cinq Dernières Minutes, épisode Poison d'eau douce  de Claude Loursais : Montescourt
- 1963 : Le Chevalier de Maison-Rouge (feuilleton) de Claude Barma d'après Alexandre Dumas : Santerre (+ Une version écourtée est sortie dans les salles)
- 1965 : Les Cinq Dernières Minutes, épisode Des fleurs pour l'inspecteur  de Claude Loursais : l'ébéniste
- 1965 : Gaspard des montagnes d'Henri Pourrat, réalisé par Jean-Pierre Decourt : Mathivat
- 1966 : Illusions perdues (feuilleton) de Maurice Cazeneuve d'après Honoré de Balzac
- 1966 : Rouletabille chez les Bohémiens, de Robert Mazoyer
- 1966 : La Fille du Régent (série) : l'aubergiste
- 1967 : Les Amoureux : Tirenèfles, le vieux serviteur
- 1967 : L'Espagnol : de Jean Prat : Clopineau
- 1967 : Les Cinq Dernières Minutes, épisode Voies de faits de Jean-Pierre Decourt : M. Lamotte
- 1968 : L'Éventail de Séville (série) : Manuel
- 1968 : Les Cinq Dernières Minutes, épisode Tarif de nuit de Guy Séligmann
- 1969 : Fortune (série) : le chef du village
- 1969 : Jacquou le Croquant (feuilleton) : le méchant curé
- 1970 : Isabelle (du roman d'André Gide), téléfilm de Jean-Paul Roux : le baron
- 1970 : Ça vous arrivera demain (série) : Legache
- 1971 : Crime et châtiment
- 1971 : Les Nouvelles Aventures de Vidocq, épisode Les Chevaliers de la nuit de Marcel Bluwal
- 1971 : Le Voyageur des siècles (feuilleton) : le radiesthésiste
- 1972 : La Malle de Hambourg (série) : le graphologue
- 1972 : François Gaillard ou la vie des autres,  feuilleton télévisé de Jacques Ertaud - épisode : Juien - Gaston Combrée
- 1972 : La Tuile à loups : Jacquier
- 1972 : La Bonne nouvelle : Alexandre Colin-Minet
- 1972 : Les Thibault (feuilleton) : Lévy-Mas
- 1973 : Joseph Balsamo (feuilleton) d'après Alexandre Dumas : Althotas
- 1973 : Les Messieurs de Saint-Roy (série) : André Tison
- 1973 : Là-haut, les quatre saisons (feuilleton)
- 1974 : L'Auberge de l'abîme : l'épicier
- 1974 : Au pays d'Eudoxie ou Le satyre de la Villette : le gardien du square
- 1974 : L'Homme au contrat (série) : Semine

## Doublage
Léonce Corne a prêté sa voix au nain Grincheux dans le redoublage en 1962 de Blanche-Neige et les Sept Nains de Walt Disney, et aussi à Groucho Marx dans Panique à l'hôtel (1938 RKO) et Une nuit à Casablanca. Dans la version originale du film, Groucho Marx joue le rôle de Ronald Kornblow, mais dans la version française, le nom du personnage est Léonce Cornabeuf. Par un étrange caprice du destin, Léonce Corne et Groucho Marx sont morts la même année.

## Théâtre
- 1920 : Cromedeyre-le-Vieil de Jules Romains, mise en scène Jacques Copeau, Théâtre du Vieux-Colombier
- 1921 : La Dauphine de François Porché, Théâtre du Vieux-Colombier
- 1933 : Crime et Châtiment d'après Fiodor Dostoïevski, mise en scène Gaston Baty, Théâtre Montparnasse
- 1934 : Rosalinde d'après Comme il vous plaira de William Shakespeare, mise en scène Jacques Copeau, Théâtre de l'Atelier
- 1937 : Sixième Étage d'Alfred Gehri, mise en scène André Moreau, Théâtre des Arts
- 1938 : Le Coup de Trafalgar de Roger Vitrac, mise en scène Sylvain Itkine, Théâtre des Ambassadeurs
- 1941 : Eurydice de Jean Anouilh, mise en scène André Barsacq, Théâtre de l'Atelier
- 1946 : Un souvenir d'Italie de et mise en scène Louis Ducreux, Théâtre de l'Œuvre
- 1947 : Mort ou vif de Max Régnier, mise en scène Christian-Gérard, Théâtre de l'Étoile
- 1950 : Clérambard de Marcel Aymé, mise en scène Claude Sainval, Comédie des Champs-Élysées
- 1952 : Many d'Alfred Adam, mise en scène Pierre Dux, Théâtre Gramont
- 1952 : Pauvre Monsieur Dupont de Raymond Vincy, mise en scène Alice Cocéa, Théâtre de l'Ambigu
- 1953 : Une femme par jour de Jean Boyer, musique Georges Van Parys, mise en scène Roland Armontel, Théâtre de Paris
- 1954 : Colombe de Jean Anouilh, mise en scène André Barsacq, Théâtre des Célestins
- 1954 : Clérambard de Marcel Aymé, mise en scène Claude Sainval, Comédie des Champs-Élysées
- 1955 : Kean de Jean-Paul Sartre d'après Alexandre Dumas, mise en scène Pierre Brasseur, Théâtre des Célestins
- 1955 : Judas de Marcel Pagnol, mise en scène Pierre Valde, Théâtre de Paris
- 1958 : Clérambard de Marcel Aymé, mise en scène Claude Sainval, Comédie des Champs-Élysées
- 1961 : Clérambard de Marcel Aymé, mise en scène Claude Sainval, Comédie des Champs-Élysées